# Hadena wehrli
Hadena wehrli là một loài bướm đêm trong họ Noctuidae.